# بروس غاري
بروس غاري (بالإنجليزية: Bruce Gary)‏ هو موسيقي أمريكي، ولد في 7 أبريل 1951 في بربانك في الولايات المتحدة، وتوفي في 22 أغسطس 2006 في لوس أنجلوس في الولايات المتحدة بسبب لمفوما.

## وصلات خارجية
- بروس غاري على موقع IMDb (الإنجليزية)
- بروس غاري على موقع ميوزك برينز (الإنجليزية)
- بروس غاري على موقع ديسكوغز (الإنجليزية)